# Robert von Ludwig

Robert von Ludwig (1821–1884). Photographie von Leopold Haase & Comp., Berlin. um 1874

Robert von Ludwig (* 3. November 1821 in Neuwaltersdorf, Landkreis Habelschwerdt; † 12. Januar 1884 ebenda) war ein deutscher Gutsbesitzer und Reichstagsabgeordneter in Schlesien.

## Leben
Von Ludwig besuchte das Breslauer Matthias-Gymnasium. Nach dem Abitur studierte er an der Universität Breslau und der Rheinischen Friedrich-Wilhelms-Universität Rechtswissenschaft. 1842 wurde er im Corps Silesia und im Corps Borussia Bonn aktiv.  Nach erfolgreichem Abschluss des Studiums war er als Referendar in der Rechtspflege und in der inneren  Verwaltung Preußens tätig. Er ergriff anschließend keinen juristischen Beruf, sondern verwaltete sein Landgut in Neuwaltersdorf.
Von Ludwig wurde 1874 in den Reichstag (Deutsches Kaiserreich) gewählt und dreimal wiedergewählt. In den ersten drei Wahlperioden (von 1874 bis 1881) war von Ludwig als Alt-Konservativer Hospitant in der Fraktion der Zentrumspartei. Ab etwa 1880 gehörte er keiner Fraktion mehr an. Von 1877 bis 1884 saß er als Abgeordneter des Wahlkreises Breslau 8 (Neurode, Glatz, Habelschwerdt) im Preußischen Abgeordnetenhaus. 1877 gehörte er der Fraktion des Zentrums an. Danach war er fraktionslos, wobei er ab 1882 als Altkonservativer in allen katholischen Fragen dem Zentrum angeschlossen war. Anfang 1881 wurde er von seinem Parlamentskollegen Rudolf von Bennigsen wegen Beleidigung – Ludwig hatte ihm Verrat an seinem früheren Landesherrn in Hannover vorgeworfen – auf ein Pistolenduell  gefordert, was dann aber nicht zustande kam.